# 裏番組
裏番組（うらばんぐみ）とは、ある放送局の番組と同じ時間帯に同じ地域で受信できる他局の番組。

## 概要
広告による収入を収益源とする放送局において、視聴率確保の観点から裏番組は「競合番組」となる。ある放送局で高視聴率の番組が放送されている場合、他の放送局が放送する裏番組は視聴率が低下するなどの影響を受ける。
裏番組の状況に加え、録画やオンデマンドによる視聴の増加も視聴率に影響する。一方の番組を視聴しながら裏番組を録画できる機能を有するテレビやレコーダーなどの機器も発売されている。

### 裏被り
芸能人が裏番組に重複して出演することを裏被り（うらかぶり）といい、同じ出演者が複数の番組に登場することで視聴率が分散してしまう恐れがあるため忌避される傾向にある。また、帯番組で特定の曜日にレギュラー出演している場合は他の曜日において裏番組に出演することも忌避される。このため、在京民放キー局5社の編成部は毎月各局同士で連絡を取り合って裏被りが発生しないように調整している。
基本的に重複出演が規制されるのは地上波の全国ネット番組同士や、同じ系列の地上波キー局の全国ネット番組とBS放送局の独自番組との間であり、重複する一方が声や写真のみであっても規制対象となる。一方日本放送協会（NHK）は地上波とBSも同一法人が運営するため、全メディア間の独自番組との裏被りが対象となる。
それらの番組との重複が避けられない場合、片方の番組から出演者を退場させるか、放送時間が近接する番組と枠交換させるかの何れかである。ゲスト出演番組や特別番組と被る場合、局が予め製作した裏被り対策用の代替特別番組に差し替えることもある。一方が地上波テレビのローカル番組、他系列BS・CS放送局の番組である場合は特に規制は見られないため、一部の地域で片方または両方の番組が遅れネットとなった結果、その地域だけ放送時間が重複するケースもある。
一方、在京民放キー局とNHK（NHK総合・Eテレ）との間における裏被りの調整対応はまばらであり、柄本佑はNHK総合の「土曜ドラマ」『空白を満たしなさい』と日本テレビ系列の「土曜ドラマ（日本テレビ）」『初恋の悪魔』に3週に渡り出演した事例がある。また、地上波とCSでも、番組同士の裏被りになるケースは大して珍しいことではない。
テレビ番組とラジオ番組の重複については、ラジオ局は問題にせず、テレビ局は了解を取れば問題がないとされる。しかし、メッセンジャーの黒田有が関西テレビ（カンテレ）の『ちゃちゃ入れマンデー』に出演中、同時間帯にMBSラジオの番組を開始。MBSはカンテレとの裏被りを承知でオファーを出したが、黒田のマネージャーがカンテレの了解を取っていなかったためトラブルとなった。
番組の重複が避けられない場合は、一方の番組がCMを放送している時間に限って出演させる、或いは該当番組が始まる直前に退席する、番組自体を第1部と第2部に区切って別番組扱いにするなどの調整が行われる。
その他、歌手・お笑いタレントなどのグループに所属しているメンバー同士が、同一時間帯の異なる放送局にそれぞれ出演することも忌避されるが、特別番組などで裏被りする場合、該当する放送時間に限り該当者が退席する措置を採ることもある。この他にも当時の渡辺プロダクションや、旧・ジャニーズ事務所のように、かつては同じ芸能事務所に所属しているタレントであれば、グループ等に関係なく、裏被りを規制していたケースがあったが、現在では両社（後者に関しては後身のSTARTO ENTERTAINMENTも）ともグループ内の規制に留めている。
また、一部の漫画雑誌掲載作品がテレビドラマ・テレビアニメ化される際は、編集部の意向上、原作作品同士が被らないよう調整されるが（週刊少年ジャンプ掲載作品など）、週刊少年サンデー掲載作品などに関しては特に原作作品同士の裏被り制限を設けていないため、実例として『MAJOR』の裏番組に『名探偵コナン』が移動したり、2015年4月から9月にかけて『境界のRINNE』（第1シリーズ）と『電波教師』が同時間帯に放送された例がある。古い例では週刊少年マガジン連載作品でも、『ハリスの旋風』の裏番組に『悪魔くん』がぶつかってしまったこともあった。
アニメに関しては、声優の裏被りが黙認される場合が多い。
レギュラー番組を持つ芸能人がその番組の放送時間の裏の特別番組などに出演する際は、時間が重複している番組のタイトルの一部や、放送局の地名、タイトルや出演者を想起させるフレーズが用いられることもあるが、「大人の事情」という言葉が特に使用されることが多い。当該番組における過去の出演者やゲスト出演者で、それらの出演者が裏番組に出演することになった場合で過去の放送回、他局も含んだ他の番組の映像素材、顔写真などを使用する場合も裏被りの対象であり、該当出演者の顔にモザイク処理するなどの措置がとられるケースもあり、当該映像を使われていない程度であれば、当該出演者を裏被り対象外措置を受ける精密な似顔絵に変更することで対処されている。俳優などがレギュラーのバラエティ番組の裏番組が連続ドラマの主要出演者となっている場合、1クール（3か月間）のみの短期間での出演となることから、その期間だけ休演（一時的な降板）し、期間終了後（または、特定の時間だけ休演後、終了後出演パターンもあり）復帰という事例もある。但し、NHKの朝の連続テレビ小説については、朝のワイドショーもしくは昼のワイドショーに出演する場合は、放送期間中は一時的な降板や15分だけ出演させない措置を取った。
一方、年末年始の特別番組や、特定の芸能事務所に所属しない学者・文化人・実業家などのテレビ番組への露出が多い一般人については、裏番組と重複出演をしても放送局から寛容に扱われる場合もある。但し、プライムタイムに編成されるスポーツを題材としたバラエティ番組や、被る側のスポーツ中継を担当する競技のプロ選手であったタレントが出演する番組に関しては、出演者に関わらずスポーツ中継と被らないように編成されている。
なお、スポーツ中継や報道特別番組などの不可抗力による緊急延長や編成で、どちらか一方の番組が通常の放送時間よりも繰り下げられた結果、重複出演となってしまった場合、少なくとも一方の番組が、ニュース・情報番組などの報道目的として取り上げられたものであり、それに伴い、他の番組に出演していた時のVTR素材などが使用された場合など、出演が認められるケースもある。
裏被りの調整は番組の企画段階から行われるものの、様々な事情でスケジュールの調整が付かず、結果放送時に重複出演となってしまった例がある。一例では2006年（平成18年）1月3日、午後9時からNHK総合テレビで『新選組!! 土方歳三 最期の一日』、午後9時30分からフジテレビで『古畑任三郎ファイナル』が放送された。両番組は脚本は三谷幸喜が担当しており（いわゆるダブルブッキング）、さらに藤原竜也と石坂浩二の両名が出演しているという前代未聞の事態が発生した。放送前にこのことに気づいた両局が調整を試みたがうまくいかず、結局そのまま放送された。この件についてはフジテレビ側が「調整が間に合わなかった」と謝罪することとなった。なお、三谷も朝日新聞に連載する「ありふれた生活」において放送前にこのことを告知したうえで、「自分の作品同士で視聴率を取り合うというのは、作者としてとても哀しい。作品はどれも苦労して育てたわが子みたいなもの。争って欲しくはない。一皿のカレーライスを前に、長男と次男が大喧嘩しているのを、黙って見ているしかない父親のような気持ちだ。というわけでその日、僕は九時まで細木数子さんを見て、それから犬の散歩に出ます」として両番組とも視聴しないことを予告した。なお、視聴率は『新選組』が9.8％、『古畑』が21.5%であった。それ以外では、2024年4月6日に霜降り明星が、レギュラー出演しているフジテレビ『新しいカギ』の2時間スペシャルの裏でTBS『オールスター感謝祭』に生出演した。これに関しては両放送局と事務所が裏かぶりを認め、双方の番組にフル出演し『感謝祭』では粗品が総合優勝を果たした。その事を粗品は「マジでテレビの歴史を変えてんねん、すごいねん、ほんまに」と自身のYouTubeチャンネルで語っていた。
更には、改変期の放送時間変更に伴い、ある芸能人がレギュラー出演していた番組Aの変更後の放送時間が、その芸能人が元々レギュラー出演している番組Bと同時刻になったために、番組AまたはBのレギュラー出演そのものを降板するケースも度々発生している。
ドラマやアニメなどでは、出演者の他に主要スタッフが被ってしまうこともある。前述の三谷幸喜の他に、フジテレビ「タイムボカンシリーズ」（『ヤットデタマン』と『逆転イッパツマン』が該当）とテレビ朝日『忍者ハットリくん』にて、総監督の笹川ひろしが1年半も被っていたことがあった。後者に関しては、1983年4月改編で両番組（タイムボカンシリーズに関しては次作の『イタダキマン』）の放送時間がそれぞれ別々の日時に移動したことで、ようやく解消された。
この他、複数の放送局・放送ネットワークが共同で企画・製作した番組の場合、同じ内容の番組が同時刻に放送されることを前提としているため、必然的に当該番組の出演者の裏被りが起きるといった例外も存在する。